# Arnoldo Palacios
Arnoldo Palacios (Cértegui, Chocó, 20 de enero de 1924-Bogotá, 12 de noviembre de 2015) fue un escritor y periodista colombiano. 
Reconocido principalmente por su novela "Las estrellas son negras", publicada inicialmente por la Editorial Iqueima, de Clemente Airó, en 1948, y reeditada y traducida a muchos idiomas desde la década de 2000, Palacios también escribió reportajes y memorias en revistas como Cromos y el semanario Sábado, centrados principalmente en la vida de las personas en el departamento del Chocó.
Desde 1949, y hasta su muerte en 2015, gracias a una beca del gobierno colombiano, residió en Francia, para estudiar lenguas clásicas en La Sorbona.

### Biografía
Sufrió de poliomielitis desde los dos años, lo que de por vida lo obligó a usar muletas. En 1939, a los quince años se trasladó a Quibdó para iniciar sus estudios de bachillerato, y luego, en 1943, a Bogotá para terminarlos en el Externado Nacional Camilo Torres, en donde recibió clases del profesor José M. Restrepo Millán, y empezar sus estudios de derecho.
Durante la década de 1940, Palacios escribió en el semanario Sábado entre 1944 y 1949, textos como "Chocó, país exótico" (16 de agosto de 1947), que previeron el estilo de sus escritos por venir. Además, frecuentó a escritores, intelectuales y periodistas en el café Fortaleza, en Bogotá, que después pasó a llamarse El Automático.  
Debió reescribir a máquina las galeradas de la novela "Las estrellas son negras" porque estas se quemaron durante el Bogotazo, el 9 de abril de 1948.Según testimonios, la reconstruyó en tres semanas, se la entregó al editor Airó y retornó a Quibdó. Su primera portada la hizo el dibujante Alipio Jaramillo.A propósito de una investigación que realizó sobre esta obra, Óscar Collazos dice: "Celebré que la novela hubiera sobrevivido felizmente a las conspiraciones del tiempo y a las acechanzas del olvido, que su pesada carga documental no la hubiera convertido en simple expediente sociológico. En fin, celebré que siguiera siendo una conmovedora obra literaria"
Palacios llegó a vivir a París en 1949. Viajó a Varsovia y Moscú, Unión Soviética, en 1957, en donde consiguió reunirse con los editores de la Editorial Progreso para presentar su novela La selva y la lluvia. Luego de ello, logró que fuera publicada en septiembre de 1958, y se convirtió en el único escritor colombiano que figura en una colección de más de dos mil títulos publicados entre 1931 y 1986. Por muchos años, el libro fue imposible de encontrar en Colombia, a excepción de dos ejemplares, uno en el Fondo Germán Arciniegas de la Biblioteca Nacional de Colombia, que había sido regalado por Palacios a Arciniegas, y el otro en la Biblioteca Luis Ángel Arango del Banco de la República.
También escribió la autobiografía Buscando mimadrediós.
Murió en Bogotá el 12 de noviembre de 2015.

## Obra publicada
- Cuando yo empezaba
- La selva y la lluvia
- Buscando mimadrediós
- Las estrellas son negras
- Anthologie maudite, français
- Les mamelles du Choco